# Cyathea inermis
Cyathea inermis là một loài dương xỉ trong họ Cyatheaceae. Loài này được Sodiro mô tả khoa học đầu tiên năm 1908.
Danh pháp khoa học của loài này chưa được làm sáng tỏ. 